# Ívar Stefánsson
Ívar Haukur Stefánsson (ur. 8 października 1927 w Haganes, zm. 17 lipca 2009 na jeziorze Mývatn) – islandzki biegacz narciarski.

## Lata młodości
Był synem Stefána Helgasona i Áslaug Sigurðardóttir. W młodości był członkiem chóru.

## Kariera
W 1952 wystartował na igrzyskach olimpijskich, na których zajął 29. miejsce w biegu na 50 km z czasem 4:39:50 i 11. w sztafecie 4 × 10 km z czasem 2:40:09 (skład sztafety: Gunnar Pétursson, Ebeneser Þórarinsson, Jón Kristjánsson, Ívar Stefánsson). W tym samym roku wziął udział w Biegu Wazów.

## Losy po zakończeniu kariery
Z wykształcenia był rolnikiem. Pracował także jako rozwoziciel listów i grał amatorsko w brydża. Zmarł 17 lipca 2009 na jeziorze Mývatn. Pochowany został 25 lipca 2009.

## Życie prywatne
Był żonaty z Birną Björnsdóttir, z którą miał czworo dzieci: Áslaug, Bryndís, Hörðura i Kolbrún.